# Куп Југославије у фудбалу 1965/66.
Куп Југославије у фудбалу 1965/66. је такмичење у коме је учествовало укупно 2463 екипа. У завршницу се пласирало 16 клубова (и то 7 из Србије, 4 из Хрватске, 2 из Босне и Херцеговине и по један клуб из Црне Горе, Македоније и Словеније).

## Осмина финала
| Утак. | Клуб, Место               | Резултат            | Клуб, Место                 |
| ----- | ------------------------- | ------------------- | --------------------------- |
| 1.    | Алуминиј Кидричево        | 0:4                 | Славонија Осијек            |
| 2.    | Бачка Бачка Паланка       | 2:3                 | Вардар Скопље               |
| 3.    | Хајдук Сплит              | 0:0 п.п. (3:4) пен. | Динамо Загреб               |
| 4.    | Ријека                    | 3:1                 | Партизан Београд            |
| 5.    | Слобода Тузла             | 5:0                 | Младост Смедеревска Паланка |
| 6.    | Сутјеска Никшић           | 3:3 п.п. (5:7) пен. | ОФК Београд                 |
| 7.    | Трепча Косовска Митровица | 3:1                 | Црвена звезда Београд       |
| 8.    | Жељезничар Сарајево       | 0:1                 | Срем Сремска Митровица      |

## Четрвртфинале
| Утак. | Клуб, Место            | Резултат            | Клуб, Место               |
| ----- | ---------------------- | ------------------- | ------------------------- |
| 1.    | Динамо Загреб          | 1:0                 | Трепча Косовска Митровица |
| 2.    | Славонија Осијек       | 2:1                 | Ријека                    |
| 3.    | Срем Сремска Митровица | 1:2                 | ОФК Београд               |
| 4.    | Вардар Скопље          | 0:0 п.п. (3:4) пен. | Слобода Тузла             |

## Полуфинале
| Утак. | Клуб, Место      | Резултат | Клуб, Место   |
| ----- | ---------------- | -------- | ------------- |
| 1.    | ОФК Београд      | 2:0      | Слобода Тузла |
| 2.    | Славонија Осијек | 1:5      | Динамо Загреб |

## Финале
| Утак. | Клуб, Место | Резултат | Клуб, Место   |
| ----- | ----------- | -------- | ------------- |
| 1.    | ОФК Београд | 6:2      | Динамо Загреб |

| Победник Купа Југославије у фудбалу 1965/66. |
| -------------------------------------------- |
| ОФК Београд 4. титула.                       |

| Домаћи клуб                      | Резултат | Гостујући клуб |
| -------------------------------- | --- | --- |
| ОФК Београд Београд              | 6 : 2 (4 : 1) | Динамо Загреб |
| Датум                            | 26. мај, 1966. | 26. мај, 1966. |
| Стадион                          | Стадион ЈНА, Београд | Стадион ЈНА, Београд |
| Гледалаца                        | 35.000 | 35.000 |
| Судија                           | А. Шестић (Мостар) | А. Шестић (Мостар) |
| ОФК Београд (тренер: Д. Милић)   | Братислав Ђорђевић, Милован Миловановић, Тодор Грујић, Стојан Вукашиновић, Благомир Кривокућа, Драган Гуглета, Зоран Дакић, Сретен Бановић, Спасоје Самарџић, Слободан Сантрач, Јосип Скоблар | Братислав Ђорђевић, Милован Миловановић, Тодор Грујић, Стојан Вукашиновић, Благомир Кривокућа, Драган Гуглета, Зоран Дакић, Сретен Бановић, Спасоје Самарџић, Слободан Сантрач, Јосип Скоблар |
| НК Динамо (тренер: Бранко Зебец) | Златко Шкорић, Рудолф Цвек, Петар Лончарић, Бранко Грачанин, Младен Рамљак, Миљенко Пуљчан, Ивица Павић, Стјепан Ламза, Јосип Гуцмиртл, Славен Замбата, Ивица Киш                             | Златко Шкорић, Рудолф Цвек, Петар Лончарић, Бранко Грачанин, Младен Рамљак, Миљенко Пуљчан, Ивица Павић, Стјепан Ламза, Јосип Гуцмиртл, Славен Замбата, Ивица Киш                             |
| Стрелци                          | 1:0 Скоблар 10', 2:0 Сантрач 17', 2:1 Киш 29', 3:1 Сантрач 36', 4:1 Скоблар 43', 5:1 Самарџић 63', 6:1 Самарџић 85', 6:2 Замбата 87'                                                          | 1:0 Скоблар 10', 2:0 Сантрач 17', 2:1 Киш 29', 3:1 Сантрач 36', 4:1 Скоблар 43', 5:1 Самарџић 63', 6:1 Самарџић 85', 6:2 Замбата 87'                                                          |

## Резултати победника Купа Југославије 1965/66. уКупу победника купова 1966/67
| Ранг      | Клуб        | Држава | укупан рез. | Држава | Клуб           | 1. утак. | 2. утак. |
| --------- | ----------- | ------ | ----------- | ------ | -------------- | -------- | -------- |
| Прво коло | ОФК Београд | СФРЈ   | 1:6         | СССР   | Спартак Москва | 1:3      | 0:3      |